# Quilen
Quilen là một xã trong tỉnh Pas-de-Calais, vùng Hauts-de-France, Pháp.

## Địa lý
Quilen lies 10 miles (16 km) về phía đông bắc Montreuil-sur-Mer trên đường D129E1.

## Dân số
| 1962                                                              | 1968 | 1975 | 1982 | 1990 | 1999 | 2006 |
| ----------------------------------------------------------------- | ---- | ---- | ---- | ---- | ---- | ---- |
| 68                                                                | 69   | 82   | 74   | 62   | 61   | 63   |
| Số liệu điều tra dân số tính từ năm 1962, dân số chỉ tính một lần |      |      |      |      |      |      |

## Địa điểm nổi bật
- Lâu đài thế kỷ 18.
- Nhà thờ St.Pierre, thế kỷ 17.